# Jáhnův kříž (Smilov)
Jáhnův kříž nebo Jahnův kříž, je kříž, který se nachází u zaniklé německé vesnice Smilov u cesty do Města Libavá ve vojenském újezdu Libavá v okrese Olomouc v Olomouckém kraji. Protože se kříž nachází ve vojenském prostoru, tak je bez povolení nepřístupný. Obvykle jedenkrát ročně je Jahnův kříž a jeho okolí přístupné veřejnosti v rámci cyklo-turistické akce Bílý kámen.

## Historie
Pískovcový Jáhnův kříž nechal v roce 1869 postavit Josef Jahn. Kříž byl restaurován a v roce 2021 a opět umístěn na původní místo. Z místa byly také odstraněny staré lípy, které byly ve špatnému zdravotnímu stavu. U kříže budou vysazeny nové dřeviny.
Na kříži je vytesán německý nápis
| „ | Errichtet zur Ehre Gotts von Josef Jahn im Jahre 1869 | “ |

## Galerie

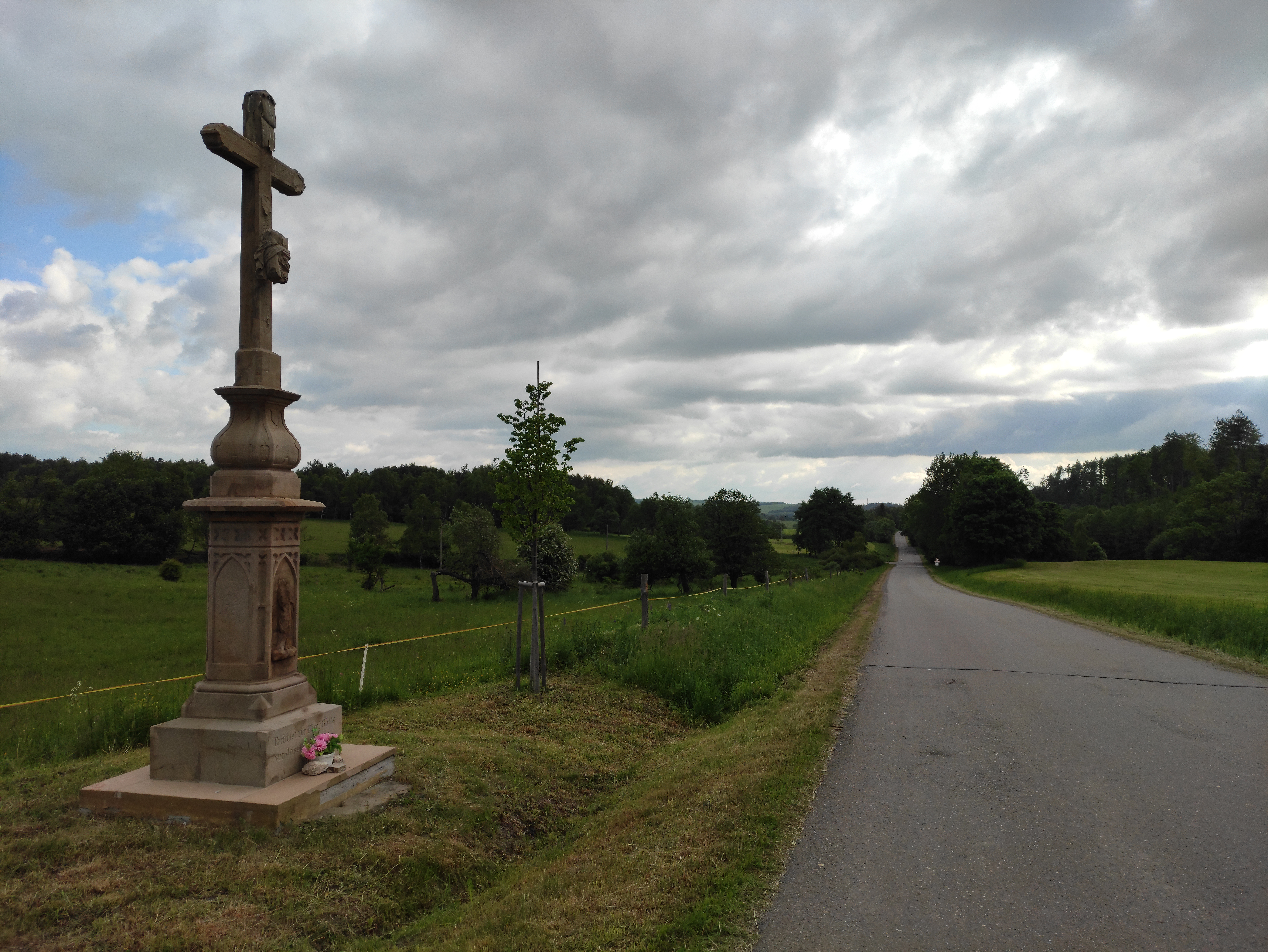
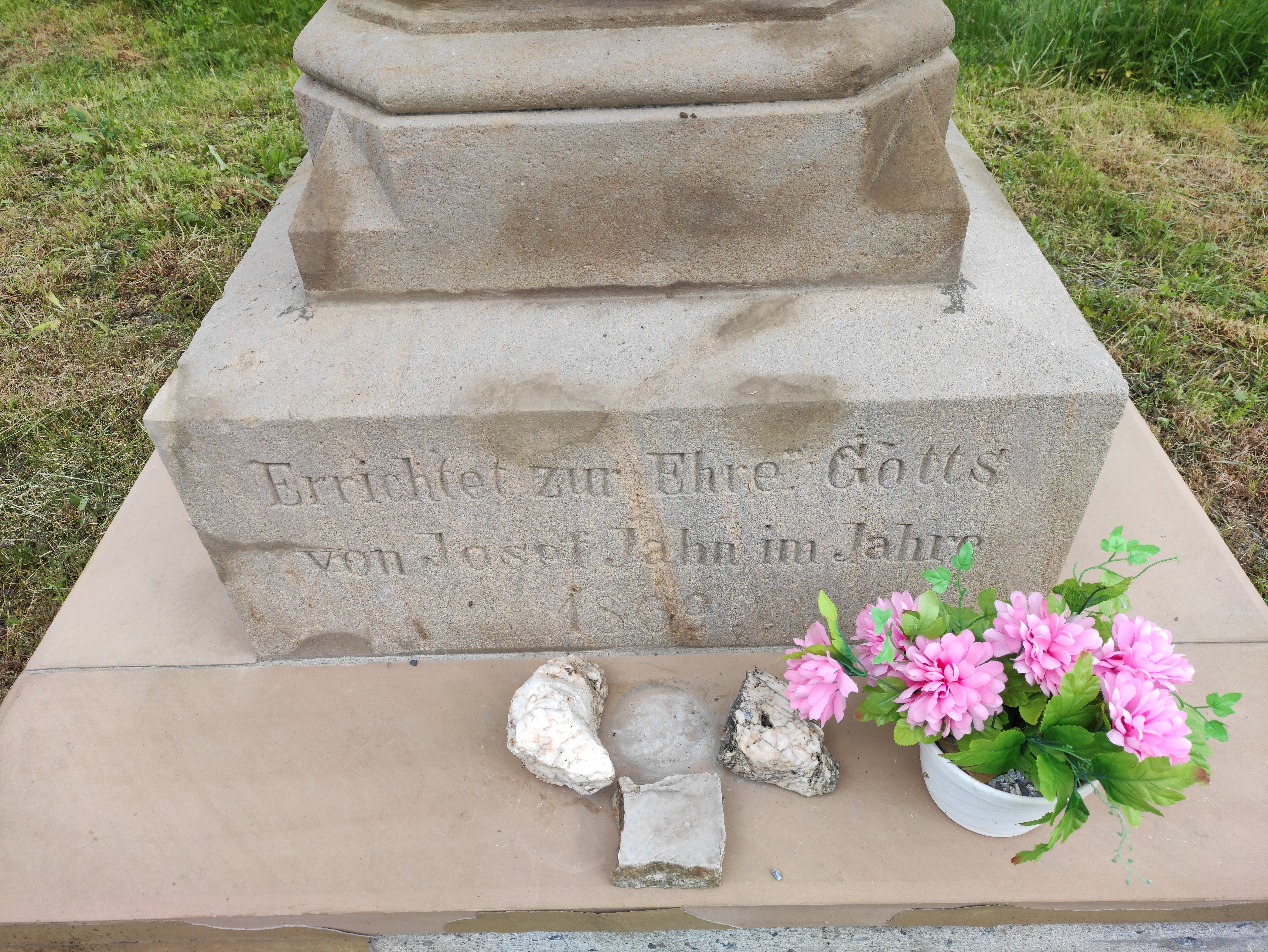